# Яніс Фрідріхс Бауманіс
Яніс Фридрих Бауманіс (латис. Jānis Frīdrihs Baumanis; нар. 4 червня 1834, Ліфляндська губернія — пом. 31 березня 1891, Ліфляндська губернія) — відомий ліфляндський архітектор; перший архітектор-латвієць, який отримав вищу освіту і став основоположником національної архітектури. Син — Артур Бауманіс один з перших творців історичного жанру в латвійському живописі.

## Освіта
Бауманіс отримав домашню освіту, а в юності перед вступом в офіційний навчальний заклад йому деякий час доводилося підробляти теслею. Проте справжній кар'єрний зліт для Бауманіса почався після того, як на перспективного підсобника звернув увагу прибалтійсько-німецький академік Людвіг Бонштедт, керівник ряду ризьких архітектурних проектів. Саме з його легкої руки Яніс Фридрих отримав можливість продовжити навчання в Берлінській Академії архітектури, а пізніше, знову-таки по проєкції Бонштедта — в Санкт-Петербурзькій Академії Мистецтв, що для молодого архітектора-латвійця з Риги було межею мрій в умовах багаторічного панування національних стереотипів, які обумовлювали жорстку сегрегацію. У Берлінській академії Бауманіс провчився з 1860 по 1862; в Санкт-Петербурзі він провів три роки (1862-1865), в результаті отримавши жаданий диплом повноцінного архітектора з правом займатися архітектурною практикою в губернській столиці. З 1870 по 1880 Бауманіс займав відповідальну посаду архітектора Відземського губернського управління.

## Архітектурна діяльність
Перші роботи Бауманіса пов'язані зі спорудженням еклектичних будинків на території ризького бульварного кільця. Найчастіше в будівлях раннього Бауманіса переважав неоренесанс, яким архітектор «заразився» ще в період навчання в Санкт-Петербурзі, але також іноді зустрічалися і неоготичні зразки. Всього за проектами Бауманіса було побудовано близько 35 % будівель в цьому районі міста. Багато уваги архітектор приділяв вимальовуванню дрібних архітектурних деталей, а також його роботи періоду формування бульварного ансамблю (1857-1863) відрізняє гнучкість форм і витончена, навіть смілива пластика. В цілому за проектами Бауманіса було побудовано близько 90 багатоповерхових кам'яних будинків, а всього їм було створено приблизно 150 будинків (в тому числі дерев'яних, одно- та двоповерхових). З 90 кам'яних 54 будівлі якраз-таки розташовуються в районі Бульварного кільця.
За проектами Бауманіса побудовано близько тридцяти православних церков в Ліфляндській губернії (в Латвії та Естонії).

## Громадська діяльність
Сам Бауманіс завжди активно брав участь в суспільному житті Риги і Санкт-Петербурга. Зокрема, завдяки його участі в Санкт-Петербурзі в 1862 було засновано Товариство російських архітекторів. У Ризі пізніше (в 1879) ним було створене схоже архітектурне товариство Риги (більш точна назва — Союз Архітекторів міста Риги), його штаб розташовувався в будинку праворуч від Шведських воріт, в який вмурована вежа Юргена — цей будинок носить традиційну назву — Будинок Архітекторів.

## Роботи

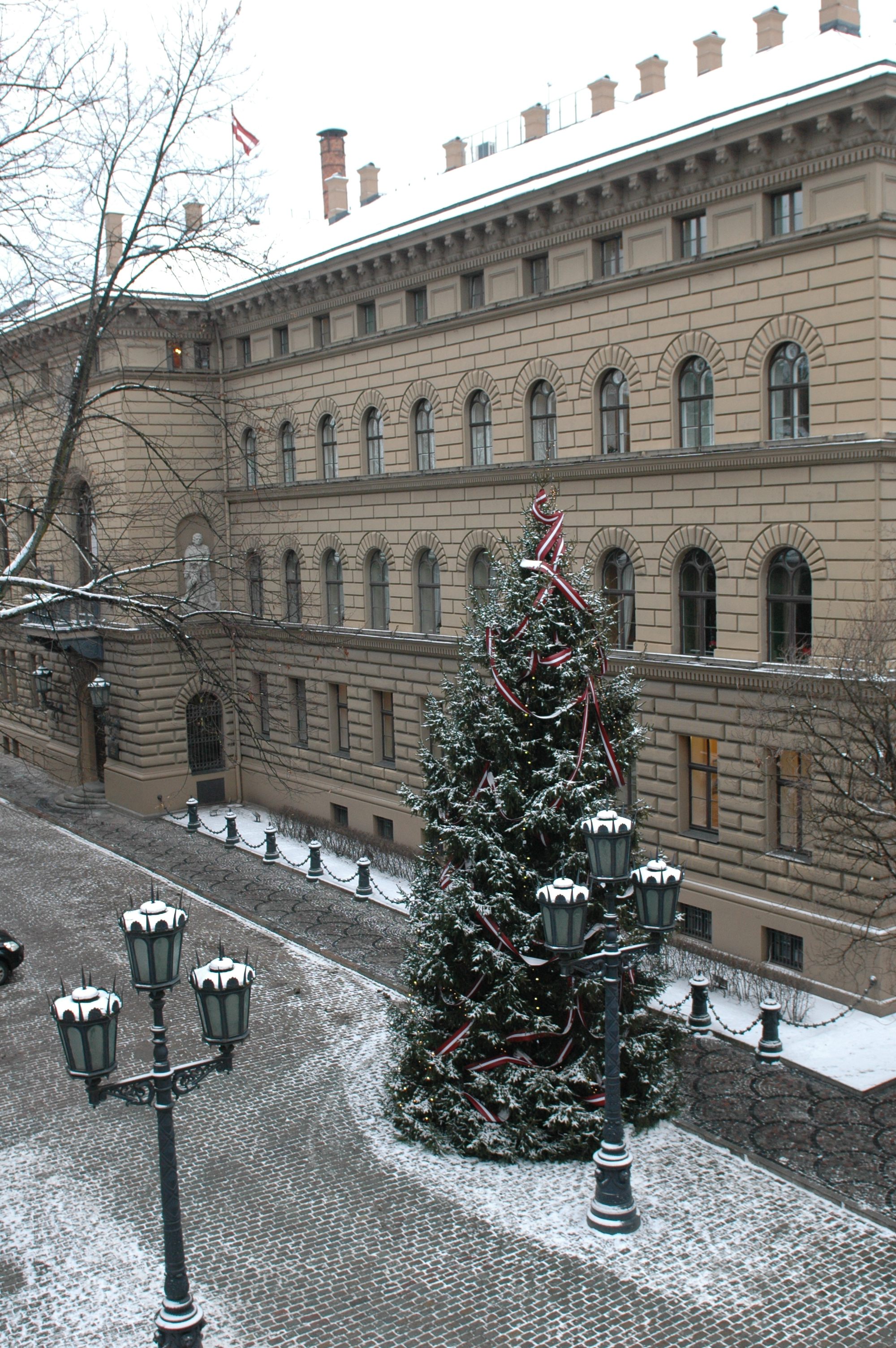
Будівля Сейму Латвії

- З 1870 по 1875 Бауманіс займався проектуванням і будівництвом будівлі чоловічої Александрівської гімназії. В даний час її адреса — вулиця Крішьяна Барона 1, тепер в цій будівлі розташовується Латвійська консерваторія.
- У 1889 за проектом Бауманіса було відбудовано будівлю цирку Соломонського, який був відомим дресирувальником коней. Знаходиться за адресою вулиця Меркеля, 4. Там відбувся перший в історії Риги кінопоказ.
- У 1888 було закінчено будівництво будівлі Окружного суду за адресою вулиця Брівібас, 34. Тоді цю ділянка вулиці носила назву Александрівського бульвару.
- На Замковій вулиці (вулиця Пилс, 16) в 1877 було споруджено будинок Державного банку в змішаних формах англійської неоренесансу, з яким Бауманіс любив експериментувати.
- Зберігся дерев'яний будинок роботи Бауманіса в кварталі дерев'яної забудови на вулиці Калнціема, 16. (1876).
- Найбільш яскраві роботи в сфері культової архітектури:
  - 1868-1884 Православна Церква Всіх Святих в Ризі.
  - 1875-1878 Православна церква Св. Сергія Радонезького в Валміері.
  - 1878-1881 Православна Церква св. Георгія Побідоносця в Баускі.
  - 1892-1895 Православна Задвінська церква Св. Трійці в Ризі.